# Rouge-Cloître
Pour les articles homonymes, voir Rouge-Cloître (homonymie).
Rouge-Cloître est un lieu-dit à l'orée de la forêt de Soignes, au sud-est de la ville de Bruxelles. Il est en bordure de l’agglomération de la commune bruxelloise d'Auderghem dont il fait administrativement partie.
L'ancienne abbaye du Rouge-Cloître a donné son nom au lieu-dit agrémenté de plusieurs étangs. Le lieu est très fréquenté par les artistes et les amateurs de nature qui sont attirés par le charme de l’ancien prieuré, et sa position de porte de la forêt de Soignes.
Par ailleurs, le peintre Léon Houyoux s'est établi à la Conciergerie du Rouge-Cloître.

## Voir également
- Prieuré du Rouge-Cloître
- Rue du Rouge-Cloître
- Drève du Rouge-Cloître